# 富爾內克

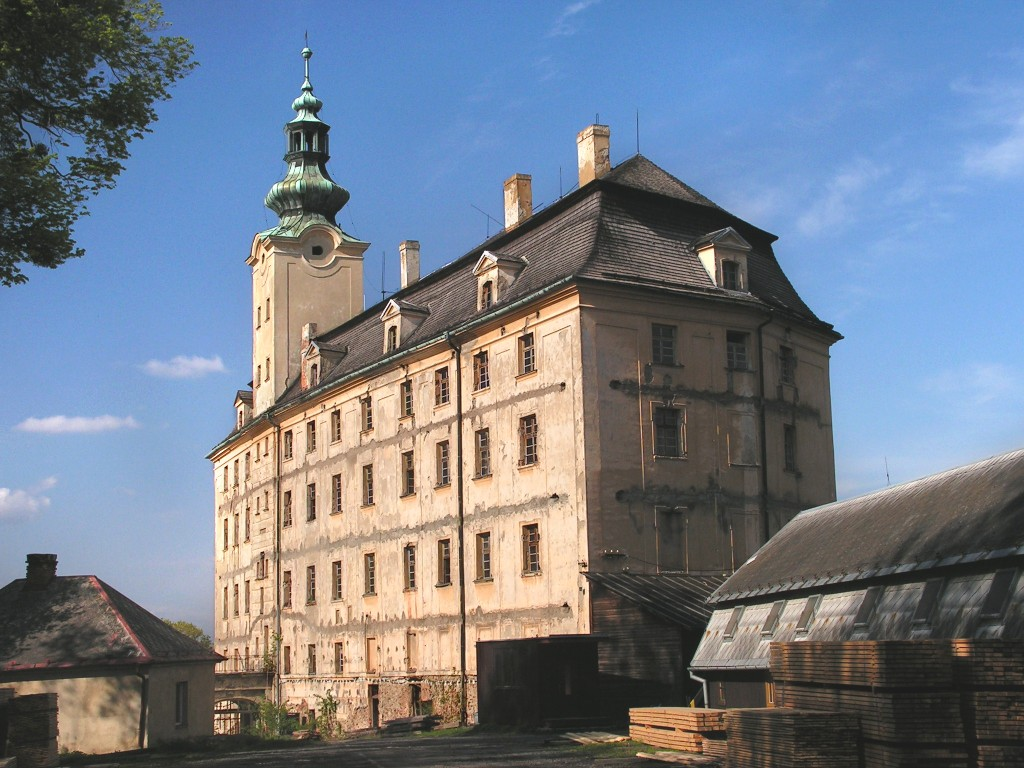

富爾內克是捷克的城鎮，位於該國東部，距離首府奧帕瓦30公里，由摩拉維亞-西利西亞州負責管轄，面積68.46平方公里，海拔高度258米，2011年人口5,921。

## 外部連結
- Fulnek Castle （页面存档备份，存于） (en)
- Fulnek football club （页面存档备份，存于） (cz)